# Kaleidoscope Superior
Kaleidoscope Superior es el debut en un sello importante de Earthsuit. El álbum presenta versiones actualizadas de canciones seleccionadas de los dos lanzamientos independientes de la banda, así como otras canciones nuevas.«One Time» fue el primer sencillo enviado a la radio del álbum. También se filmó un video musical para «One Time» y se pudo ver en las cadenas de televisión cristianas, así como en rotaciones nocturnas en MTV2.
Logró una nominación en la categoría Modern Rock/Alternative Album of the Year en los Premios Dove de 2001.

## Listado de canciones
1. "One Time" (Paul Meany, Roy Mitchell, Dave Rumsey) – 4:20
2. "Wheel" (Meany, Adam LaClave) – 3:45
3. "Whitehorse" (Meany, LaClave, Steve Solomon) – 4:15
4. "Against the Grain" (Meany, LaClave) – 3:27
5. "Do You Enjoy the Distortion?" (Meany, LaClave, Edwin Henriques) – 4:20
6. "Wonder" (Meany, LaClave) – 4:06
7. "Osmosis Land" (Meany, LaClave, Mitchell) – 3:55
8. "Schizophreniac" (Meany, LaClave) – 3:56
9. "Said the Sun to the Shine" (Meany, LaClave, Henriques) – 4:26
10. "Sky Flashings" (Meany, LaClave, Mitchell) – 4:57